# ليستر أزرق الواجهة

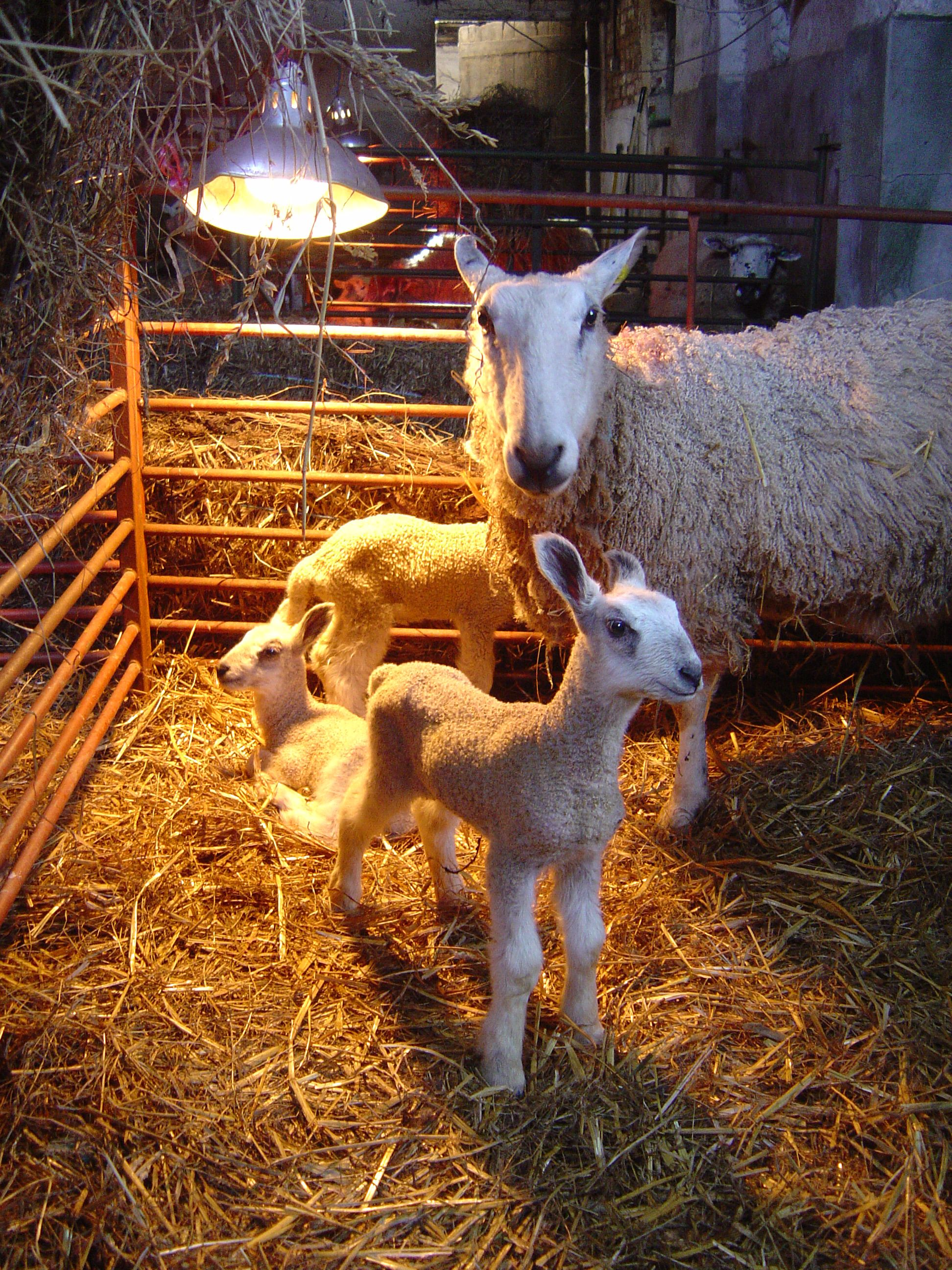
نعجة من سلالة ليسيستر أزرق الواجهة مع توئمها الثلاثي

ليستر أزرق الواجهة (بالإنجليزية: Bluefaced Leicester)‏ هي سلالة غنم اٍنجليزية طويلة الصوف مهدها مقاطعة نورث ثمبرلاند بدأت بالظهور مع بدايات القرن العشرين. خلال سنوات السبعينات تم تصدير هذه السلالة اٍلى كندا. صادرات السائل المنوي المجمد من المملكة المتحدة تستخدم الآن لتوسيع التنوع الجيني في كندا و الولايات المتحدة.
تربى هذه السلالة أساسا من أجل لحومها.

## وصلات خارجية
- جمعية سلالة ليسيستر أزرق الواجهة بالمملكة المتحدة بالاٍنجليزية
- جمعية ليسيستر أزرق الواجهة بالولايات المتحدة بالاٍنجليزية
- اٍتحاد شمال أمريكا لسلالة ليسيستر أزرق الواجهة